# Jorge Drexler
Jorge Abner Drexler Prada, född 21 september 1964 i Montevideo, Uruguay, är en uruguayansk musiker, sångare, kompositör, filmmusikkompositör och läkare. Han vann en Oscar för bästa sång i rad 2005 för musiken till Dagbok från en motorcykel.

## Filmografi (urval)
- 2004 – Dagbok från en motorcykel

## Diskografi
- La Luz Que Sabe Robar (Ayui, 1992)
- Radar (Ayui, 1994)
- Vaivén (Virgin, 1996)
- Llueve (Virgin, 1997)
- Frontera (Virgin, 1999)
- Sea (Virgin, 2001)
- Eco (Warner, 2004)
- 12 Segundos de Oscuridad (Warner, 2006)
- La Edad del Cielo (Warner, 2007)
- Cara B (Warner, 2008)
- Amar la Trama (Warner, 2010)
- Bailar en la Cueva (Warner, 2014)[2][3]
- Salvavidas de Hielo (Warner, 2017)